# إيرين ثورن
إيرين ثورن (بالإنجليزية: Erin Thorn)‏ مواليد 19 مايو 1981 في أوريم، هي لاعبة كرة سلة أمريكية سابقة تحولت إلى التدريب بعد الاعتزال بدأت مسيرتها الاحترافية في سنة 2003. تم اختيارها من قبل فريق نيويورك ليبرتي خلال الدرافت.

## المسيرة الاحترافية
لعبت مع نيويورك ليبرتي من سنة 2003 إلى 2008، ثم لعبت مع شيكاغو سكاي من سنة 2009 إلى 2011، ثم لعبت مع مينيسوتا لينكس في سنة 2012، ثم لعبت مع إنديانا فيفر في سنة 2013.

## روابط خارجية
- إيرين ثورن على موقع الاتحاد الوطني لكرة السلة النسائية (الإنجليزية)
- إيرين ثورن على موقع كرة السلة الأوروبية.كوم (الإنجليزية)
- إيرين ثورن على موقع كلية كرة السلة في سبورتس رفرنس.كوم (الإنجليزية)
- إيرين ثورن على موقع بروبوليرز (الإنجليزية)
- إيرين ثورن على موقع سبورتس رفرنس (الإنجليزية)